# Ambasciatori bavaresi nel Regno Unito
L'ambasciatore bavarese nel Regno Unito era il primo rappresentante diplomatico della Baviera nel Regno Unito (già regno di Gran Bretagna, già regno d'Inghilterra).
Le relazioni diplomatiche iniziarono ufficialmente nel 1692 e terminarono nel 1871.

## Elettorato di Baviera
...
- 17??–1739: Johann Franz von Haslang
- 1739–1783: Joseph Franz Xaver von Haslang (ca. 1700–1783)
- 1783–1803: Siegmund von Haslang (1740–1803)
- 1800–1801: Franz Gabriel von Bray (1765–1832)

1804-1814: Interruzione delle relazioni diplomatiche

## Regno di Baviera

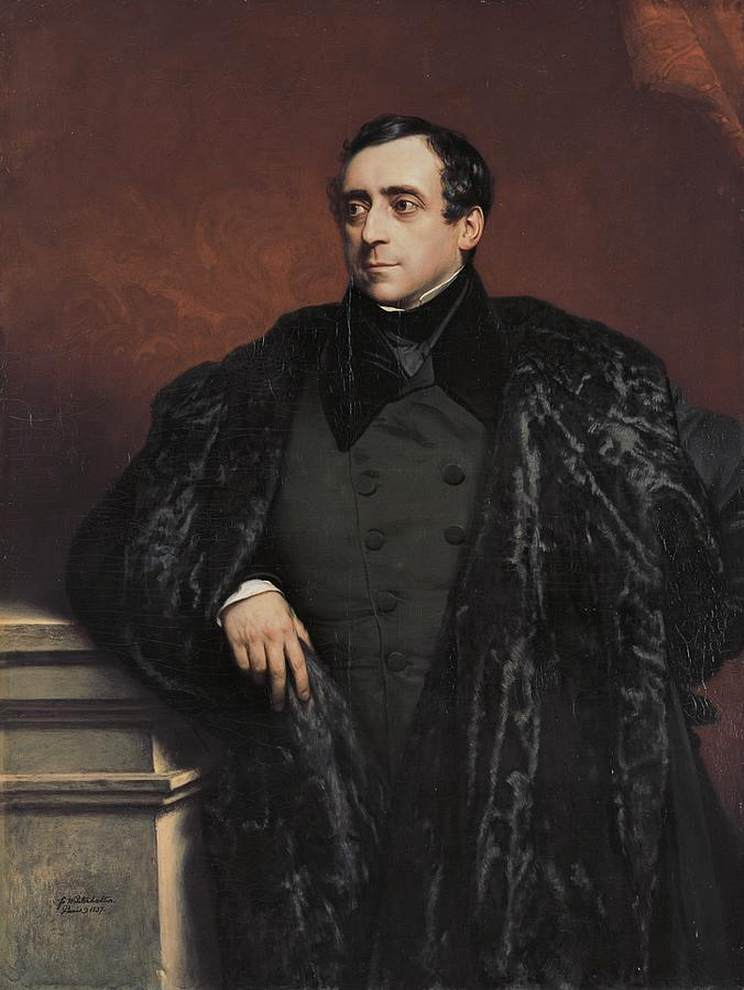
Franz von Jenison-Walworth

- 1814–1822: Christian Hubert Pfeffel von Kriegelstein (1765–1834)
- 1822–1833: August von Cetto (1794–1879)
- 1833–1835: Franz Oliver von Jenison-Walworth (1787–1867)
- 1835–1867: August von Cetto (1794–1879)
- 1868–1871: Ferdinand von Hompesch-Bollheim (1824–1913)

1871: Chiusura dell'ambasciata